# Jeûne de Ninive
Dans le christianisme syriaque, le jeûne de Ninive ou les rogations de Ninive (langue syriaque:   Bā'ūṯā d-Nīnwāyē, littéralement "Pétition des Ninivites") est un jeûne de trois jours commençant trois semaines avant le Carême, le troisième lundi avant le Lundi pur du dimanche minuit au mercredi midi. Pendant ce jeûne, les fidèles s'abstiennent généralement de tous les produits laitiers et de viande. Cependant, certains observent le jeûne plus rigoureusement et s'abstiennent complètement de manger et de boire du dimanche minuit au mercredi après la Sainte Qurbana, qui est célébrée avant midi.

## Commémoration biblique
Le jeûne de trois jours de Ninive commémore les trois jours que le prophète Jonas a passés dans le ventre du Grand Poisson et le jeûne et la repentance subséquents des Ninivites au message d'avertissement du prophète Jonas selon la Bible. (cf. Livre de Jonas dans la Bible).
Le prophète Jonas apparaît dans 2 Rois alias 4 Rois et on pense donc qu'il a été actif vers 786-746 av. Un scénario possible qui a facilité l'acceptation de la prédication de Jonas aux Ninivites est que le règne d' Ashur-dan III a vu une peste éclater en 765 av. J.-C., une révolte de 763-759 av. J.-C. et une autre peste à la fin de la révolte. Ces événements documentés suggèrent que les paroles de Jonas ont été crédibles et respectées, tout le monde se serait privé de nourriture et de boissons, y compris les animaux et les enfants. Cependant, Jonas n'est pas une figure historiquement attestée et n'apparaît pas dans les documents écrits contemporains de l'époque où il aurait vécu.

## Histoire

### Une tradition patristique d'Orient
Au début du IVe siècle, Saint Ephrem, diacre d’Edesse, compose des hymnes sur le jeûne des Ninivites. À ce jour[Quand ?], comme le fait remarquer Rubens Duval, pendant les trois jours du jeûne de Ninive, les lectures patristiques de l'office sont composés d'homélies de saint Ephrem et de Narsès arrangées pour être lues.
Le jeûne de Ninive se retrouve dans tout l'Orient. L’Église arménienne connaît un jeûne de Ninive qui dure cinq jours : il commence le même lundi que les Églises syriaques (3e lundi avant le début du Carême) et s’arrête au vendredi suivant. Les auteurs arméniens posent qu’ils ont été institués par saint Grégoire l’Illuminateur au moment de la conversion générale des Arméniens en 301. Il est probable que saint Grégoire l’Illuminateur ne faisait que reprendre une coutume déjà en vigueur chez les chrétiens syriaques voisins. Il est adopté par l’Église copte d’Égypte sous le 62e patriarche d’Alexandrie, Abraham (ou Ephrem) (975 † 978), qui était d’origine syrienne. Il est possible que l’adoption du jeûne de Ninive en Éthiopie soit même plus ancienne: le premier évêque d’Axoum, saint Frumence d'Aksoum, était syrien d’origine et l’Église d’Éthiopie sera réorganisée au VIe siècle par le groupe des Neuf Saints syriens, qui ont grandement contribué à l’évangélisation des campagnes éthiopiennes.

### Une tradition nestorienne
Selon une tradition "plus ou moins légendaire", la tradition du jeûne de Ninive est reactivée par les syriaques jacobites au VIe siècle. Après la destitution du patriarche Joseph (552–556/567 après J!.-C.), le catholicos nestorien Ezéchiel est choisi pour le remplacer à la tête de l'Église d'Orient, avec l'appui de l'empereur Khusrow Anushirwan qui l'aimait et le tenait en haute estime. Un puissant fléau ruinait alors la Mésopotamie, les autorités sassanides étant incapables d'enrayer sa propagation et les morts jonchaient les rues, en particulier la capitale impériale Séleucie-Ctésiphon. Les métropolitains des provinces ecclésiastiques syriaques orientales d' Adiabène ( "Ḥdāyaḇ", englobant Arbil, Ninive, Hakkari et Adhorbayjan ) et Beth Garmaï ( "Bēṯ Garmai", englobant Kirkouk et la région environnante) a appelé à la tenue de services de prière, de jeûne et de pénitence dans toutes les églises sous leur juridiction, comme on le croyait avoir été fait par les Ninivites à la suite de la prédication du prophète Jonas.
À la suite du succès de cette prédication, la tradition a été strictement respectée chaque année par les membres de l'Église de l'Orient. Marutha de Tikrit est connue pour avoir imposé le jeûne de Ninive dans l'Église syriaque occidentale lorsqu'il était maphrien du maphrianat syriaque orthodoxe de l'Est jusqu'à sa mort le 2 mai 649.

### Une tradition critiquée par les musulmans
Au XIe siècle, le musulman Abdel al Jabbar Ibn Ahmad critique ce jeûne comme étant une invention des chrétiens et non une institution voulue par Jésus: selon lui; Jésus n'a jamais observé ces cinquante jours où les chrétiens jeûnent, le jeûne de Ninive ou le jeûne des vierges ; il n'a pas non plus mangé pendant le jeûne la nourriture qu'ils autorisent, ni interdit ce qu'ils considèrent comme interdit.

### Une tradition encore vivante chez les Chaldéens
Les patriarches de l'Église d'Orient et de l'Église catholique chaldéenne  appellent encore aujourd'hui à des jeûnes dans le but d'alléger la souffrance et l'affliction des personnes persécutées par l'État islamique dans la région de Ninive et le reste du Moyen-Orient. Encore en 2022. le Cardinal Sako dans son message à l'occasion du jeûne annuel, souhaitait que celui-ci soit associé à un effort de prière "pour la stabilité dans notre pays".

## Rites

### Détermination du temps liturgique
Chez les Coptes, le Bahire Hasab indique le moyen de connaître la date du jeûne de Ninive dans une année donnée, et à partir de celle-ci la date de Pâques et de toutes les autres fêtes mobiles. Les calculs, sans doute d'origine alexandrine, sont à l'origine du calcul de la date de Pâques dans le christianisme primitif.

### Jeûne
Dans les maisons et les institutions religieuses, même les chiens sont obligés de jeûner après l'exemple des animaux domestiques des Ninivites.

### Procession de la barque de Jonas
Dans l'église syro-malabar de Kuravilangad, près de Kottayam en Inde, le deuxième jour du jeûne de Ninive est marqué par une grande procession accompagnant une représentation grandeur nature de Jonas dans une barque.